# Station Løftgård
Station Løftgård is een spoorweghalte in Løftgård  in de gemeente Varde in Denemarken. Het station ligt aan de spoorlijn Varde - Tarm. Løftgård wordt  bediend door de treinen van Esbjerg naar Nørre Nebel. Treinen stoppen alleen op verzoek.